# Гік (морський термін)

Озброєння гіка
1 — гік; 2 — щогла; 3 — п'ятка з вертлюгом; 4 — вітрило; 5 — топенант; 6 — нок; 7 — гіка-шкот; 8 — відтяжка гіка; 9 — відтяжка п'ятки гіка

Схема бермудського шлюпа: 1 — Грот, 2 — Стаксель, 3 — Спінакер, 4 — Корпус, 5 — Кіль, 6 — Стерно, 7 — Скег, 8 — Щогла, 9 — Краспиця, 10 — Ромбованта, 11 — Грот-шкот, 12 — Гік, 14 — Спінакер-гік, 15 — Ахтерштаг, 16 — Форштаг, 17 — Відтяжка гіка

Гік (нід. giek — «палиця») — горизонтальне рангоутне дерево, одним кінцем (п'ятою) рухомо скріплене з нижньою частиною щогли вітрильного судна. По гіку розтягується нижня шкаторина косого вітрила (грота, фока або бізані) за допомогою шкота (наприклад, грота-шкота). Також цю снасть називають відтяжкою шкотового кута. Відповідно гік отримує додаткову назву: грота-гік, фока-гік тощо. Гік мають такі типи вітрильного озброєння, як бермудське, гуарі і джонкове (завжди), гафельне (у більшості випадків), люгерне (іноді), шпрайцгафельне (зрідка).
Кінець гіка, що впирається в щоглу, називається п'ятою (п'яткою), протилежний кінець — ноком. П'ята гіка з'єднана зі щоглою вертлюгом гіка — оковкою, яка входить у вертлюг, що уможливлює гіку повертатися в боки і вгору. Часто замість вертлюга гік має вуси гіка, які огинають щоглу і таким чином фіксують гік на ній. Вертлюг часто роблять пересувним вгору по рейці, щоб мати можливість добрати вітрило, не задіючи фала, за допомогою галс-відтяжки.
Якщо рифи беруть, накручуючи вітрило на гік (або всередину порожнистого гіка), то для обертання гіка застосовують машинку — патент-риф, змонтовану з оковкою п'яти.
Гік на судні оснащується гіка-шкотом, з допомогою якого вітрило встановлюється під потрібним кутом до вітру, гіка-топенантом, що підтримує гік на необхідному рівні над палубою, відтяжкою гіка, що запобігає задиранню нока гіка вгору при повних курсах і завал-талями, які заводять між гіком і міцним обухом на баку судна на повних курсах, особливо на курсі фордевінд, для того щоб запобігти самочинному перекиданню гіка на інший галс, що може призвести до пошкодження такелажу чи нещасних випадків.
Уживаний у віндсерфінгу гік складається з двох вигнутих симетричних стрижнів, з'єднаних кінцями, і прикріплених у місці одного із з'єднань до щогли: тросом або спеціальним затискачем. На задньому кінці знаходиться шківний механізм для набивання вітрила по гіку за допомогою шкотового троса. Більшість гіків можуть регулюватися за довжиною, щоб відповідати різним розмірам вітрил. З допомогою гіка відбувається управління вітрилом дошки. Додатковий гік на вітрильній дошці, призначений для хвату, часто називають вішбон (від англ. wishbone — «вилочка»).

## Галерея

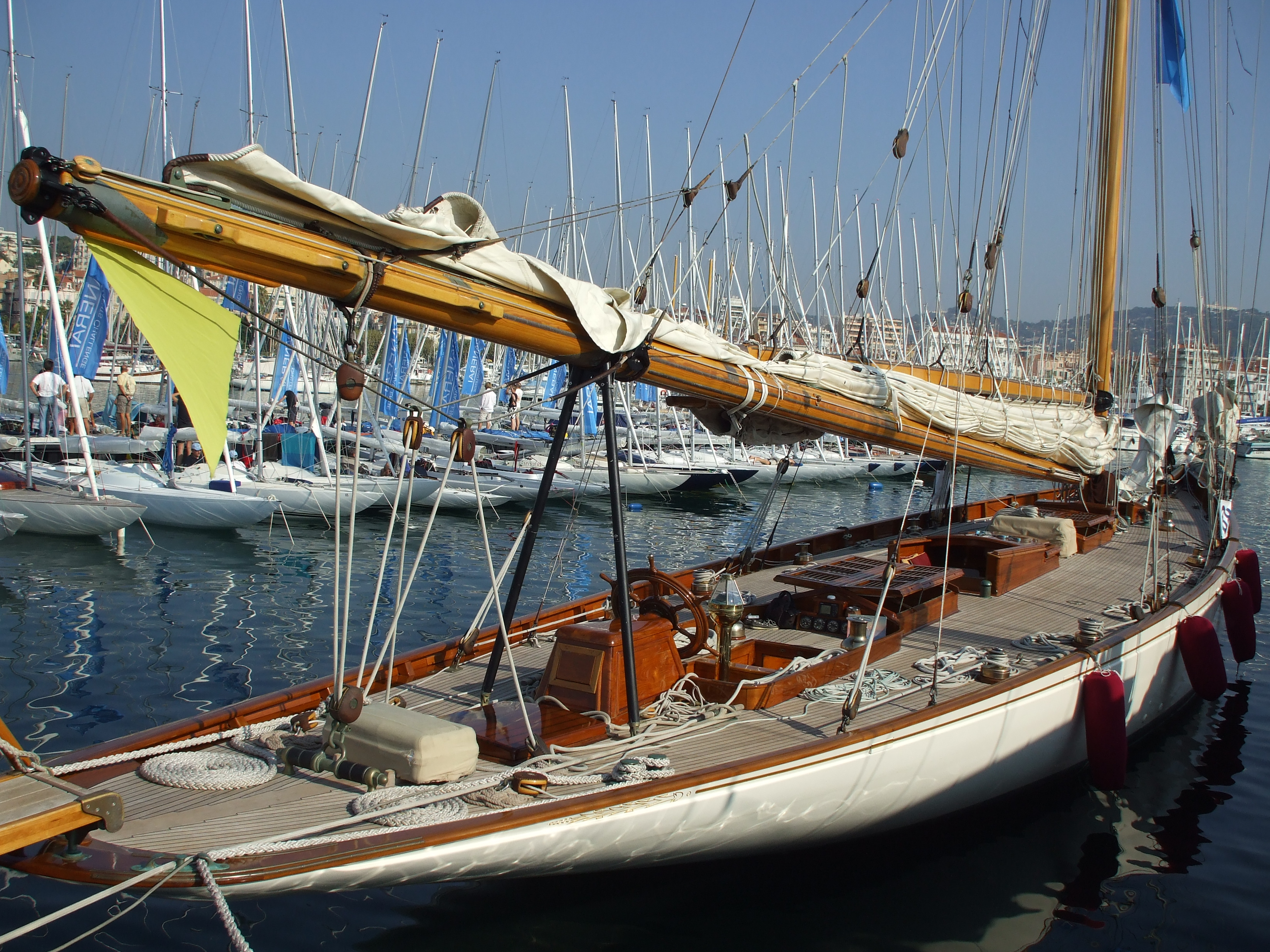
Гік гафельного вітрила яхти Moonbeam III
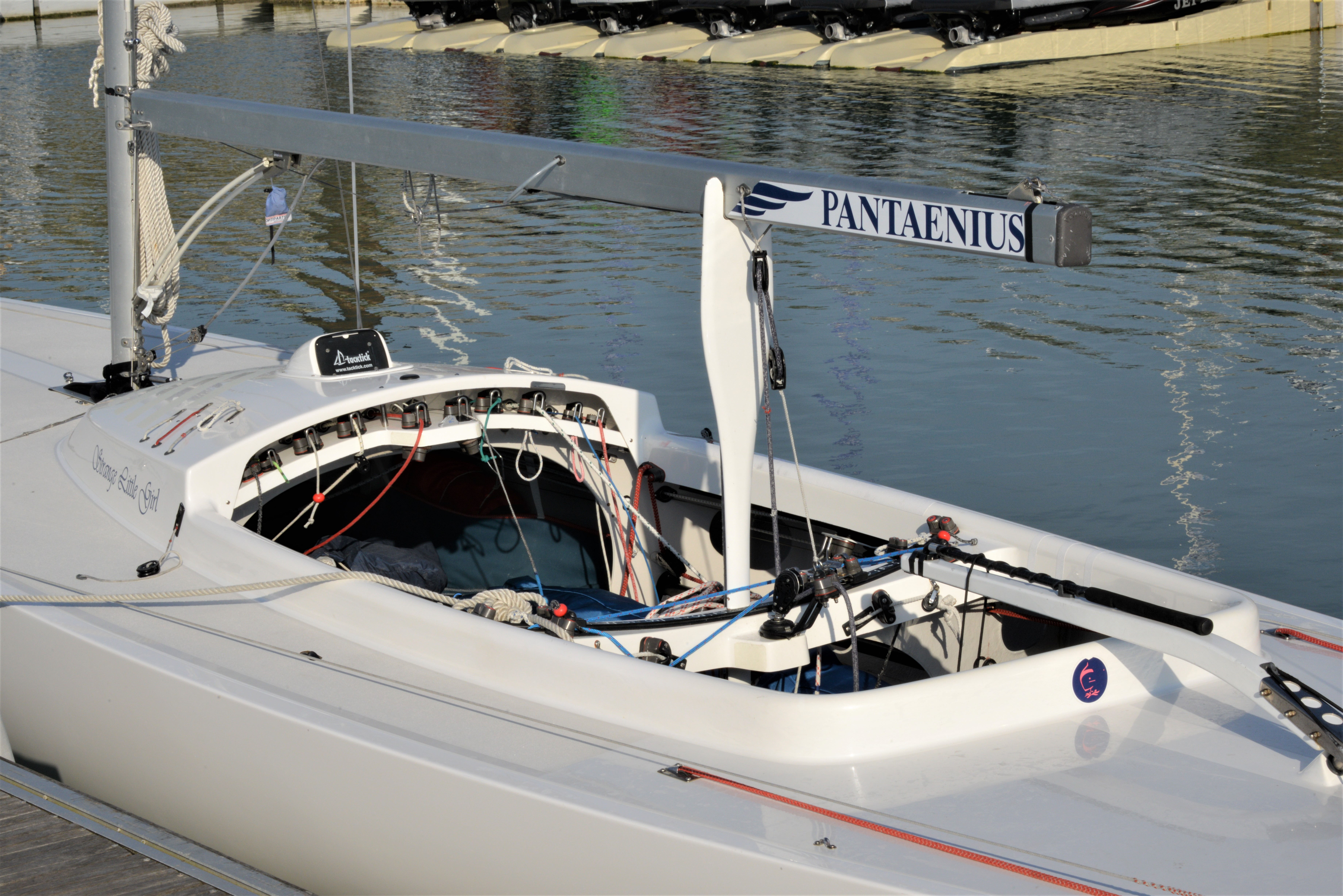
Гік над кокпітом
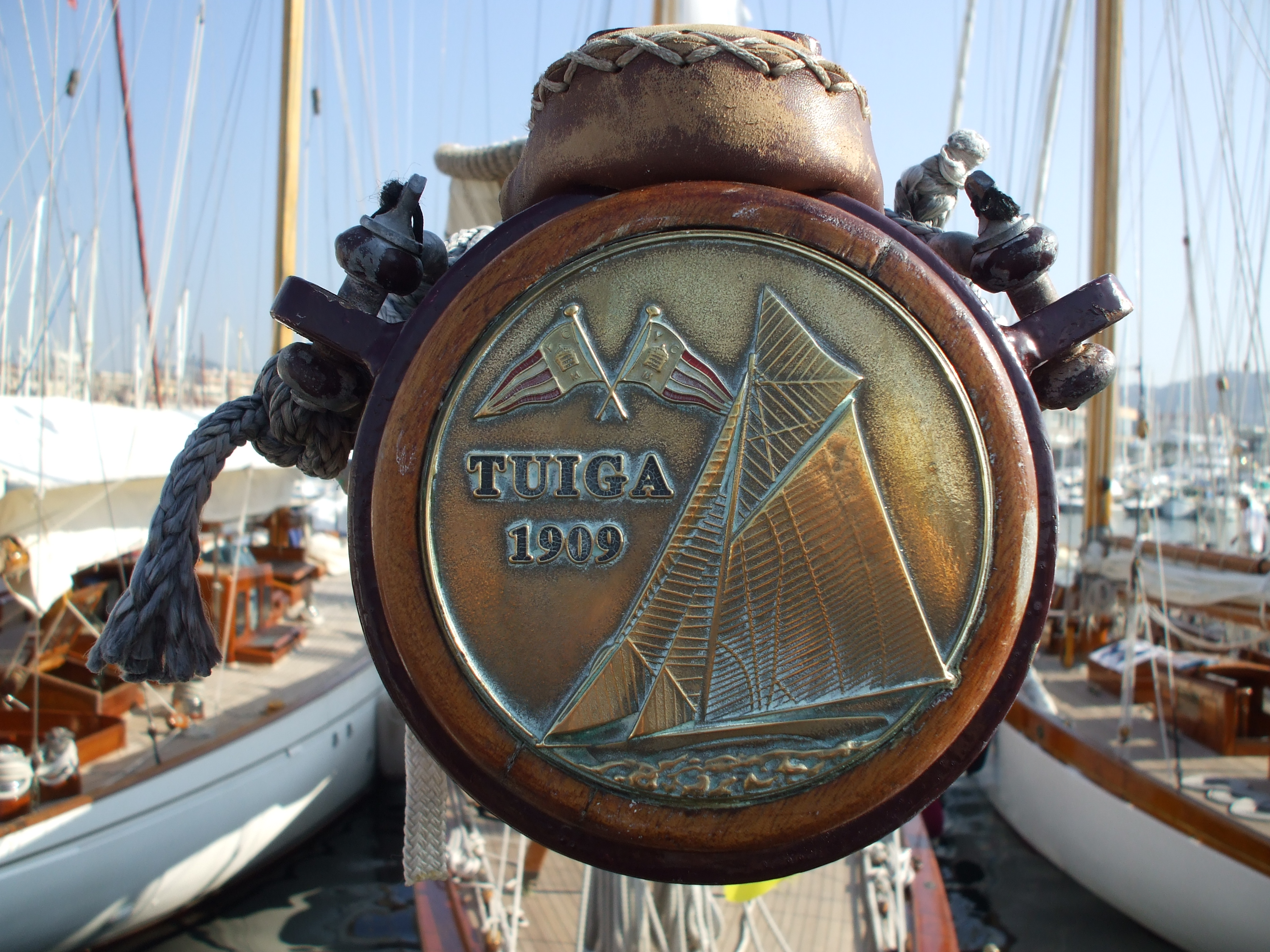
Нок гіка з латунною бляхою
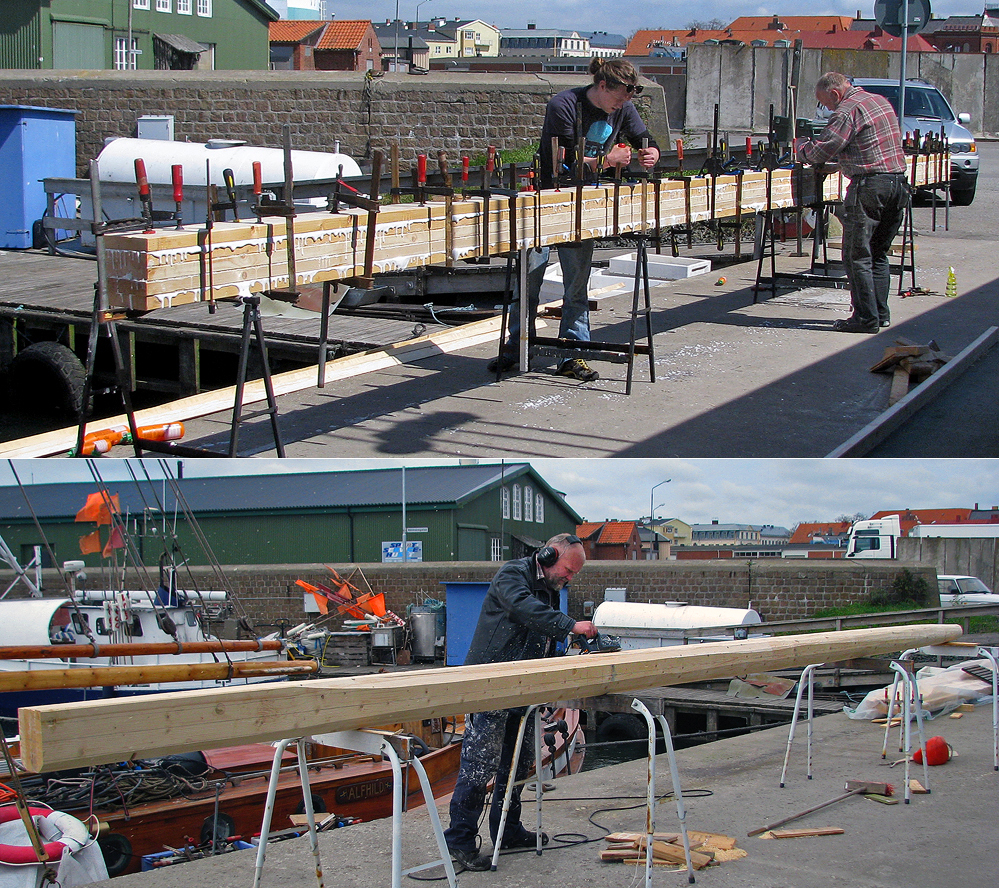
Виготовлення гіка

Гік-вішбон
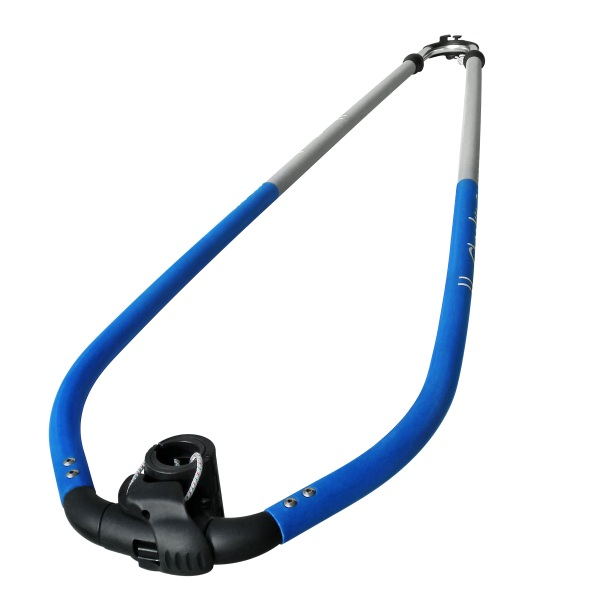
Гік для відсерфінгу із затискачем
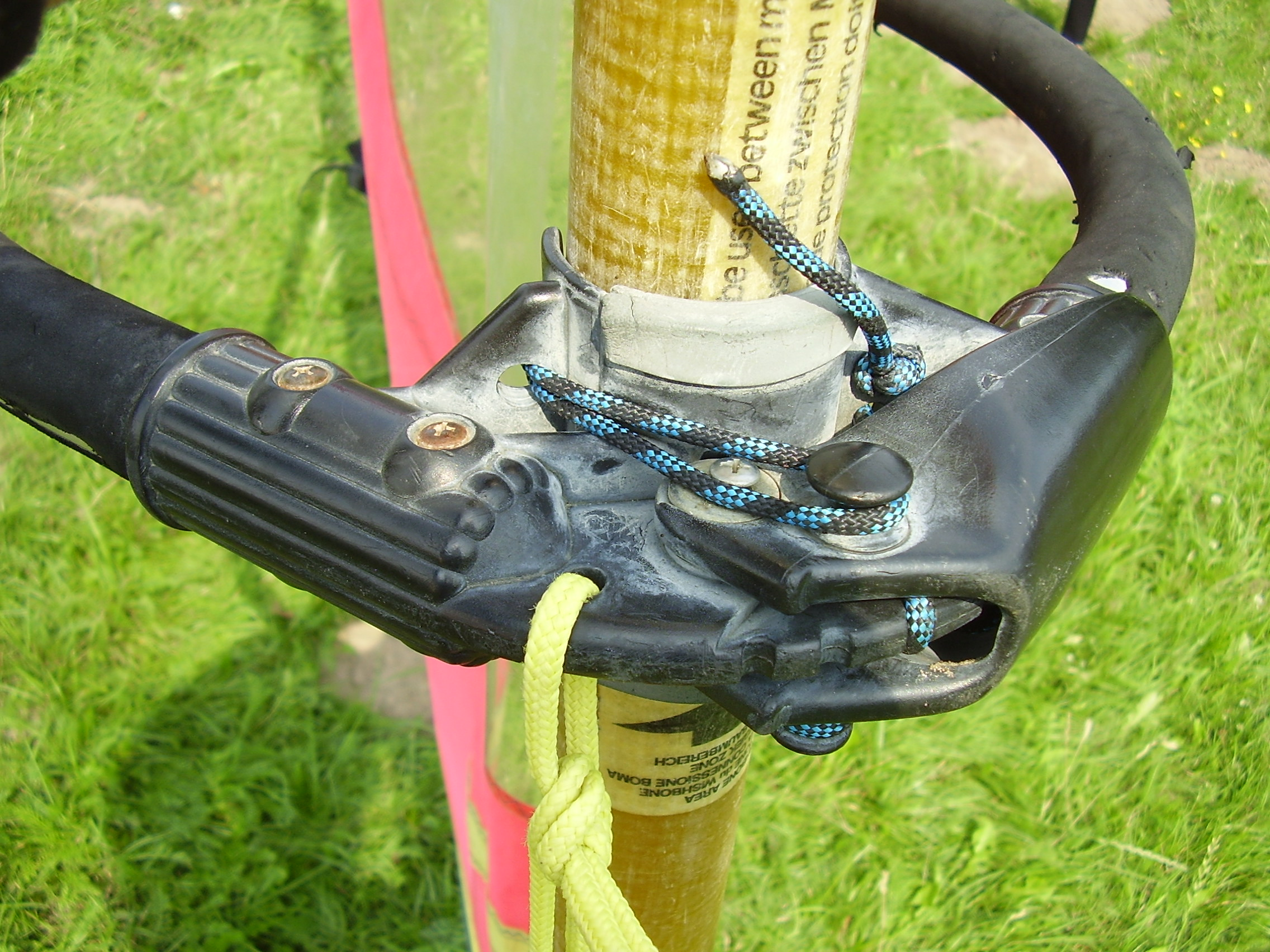
Кріплення гіка до щогли
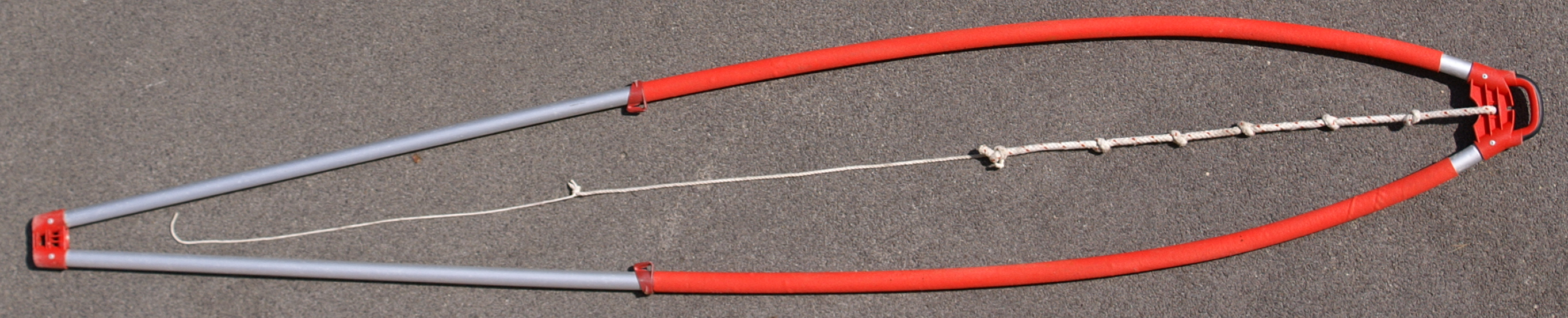
Гік для відсерфінгу